# Luminița Păucean-Fernandes
Luminița Păucean-Fernandes (n. 6 iulie 1977) este un politician român, aleasă în 2024 senator din partea partidului Alianța pentru Unirea Românilor (AUR). 

## Carieră politică (2024–prezent)

### Legislatură I (2024–prezent)
În urma alegerilor parlamentare din 2024 pe 1 decembrie, Păucean a fost aleasă membru al membru al Senatului României, în circumscripția nr. 34 Sibiu, preluând mandatul pe 21 decembrie. Ca senator este membru al Comisiei pentru învățământ, știință și inovare, precum și Comisiei pentru sănătate. Păucean face în plus, din 25 martie 2025, parte din grupurilor parlamentare de prietenie cu Cipru, Danemarca, Georgia, Lituania și Norvegia.

## Viața personală
Păucean este căsătorită cu Joaquim Lucio de Almeida Fernandes, de profesie inginer, care lucrează pentru firma General Electric Wind Energy din Germania.